# Aristocypha fenestrella
Aristocypha fenestrella là loài chuồn chuồn trong họ Chlorocyphidae. Loài này được Rambur mô tả khoa học đầu tiên năm 1842.